# Lewis Joel Greene
Lewis Joel Greene (Nova Iorque, 10 de agosto de 1934) é um pesquisador estadunidense naturalizado brasileiro, membro titular da Academia Brasileira de Ciências na área de Ciências Biomédicas desde 6 de maio de 1998. É professor da Faculdade de Medicina de Ribeirão Preto da USP desenvolvendo pesquisas na área de biologia celular e bioquímica.
Foi condecorado com a comenda da Ordem Nacional do Mérito Científico.